# Wasserschloss Tauchritz

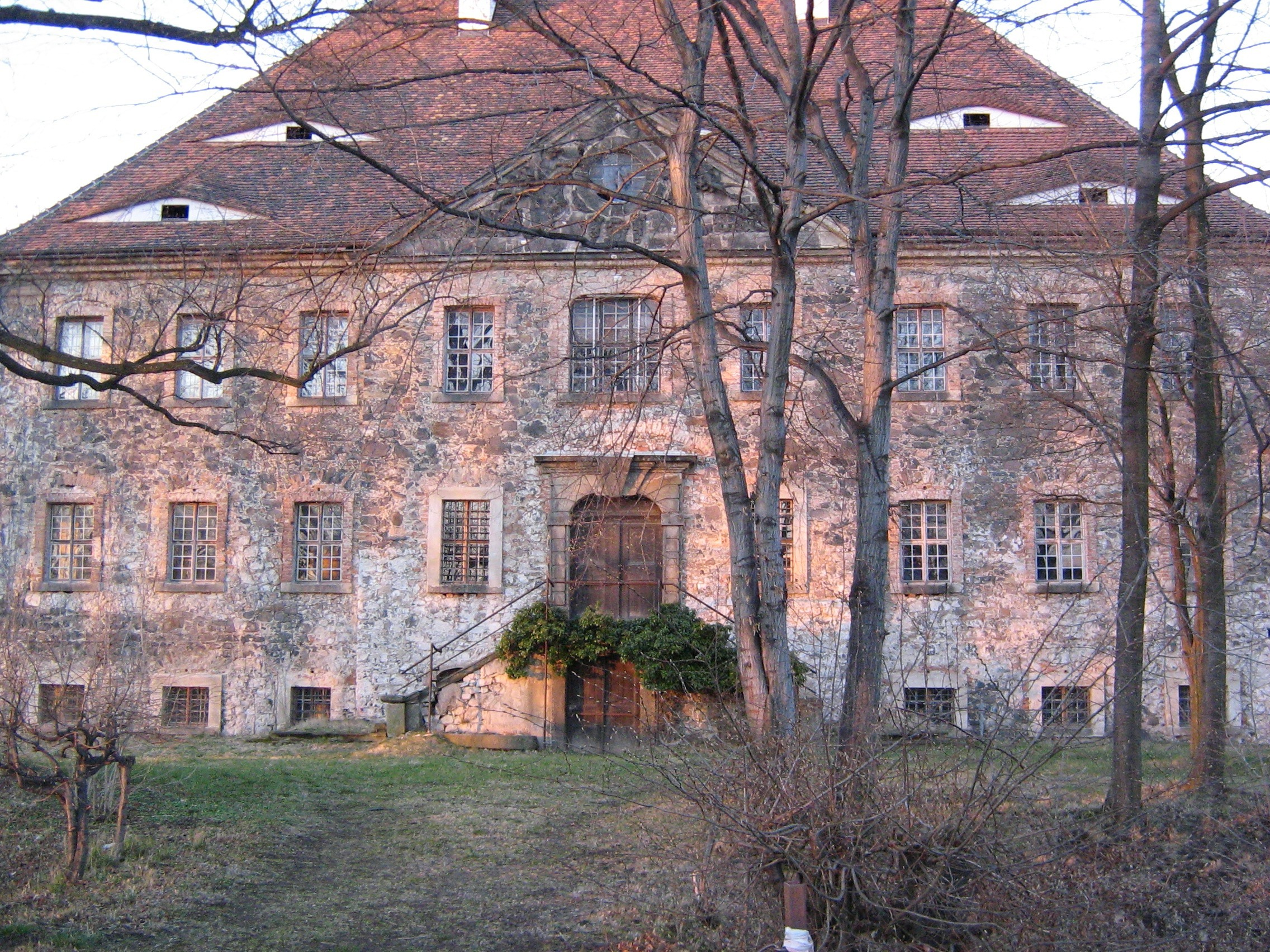
Giebelseite des Gebäudes

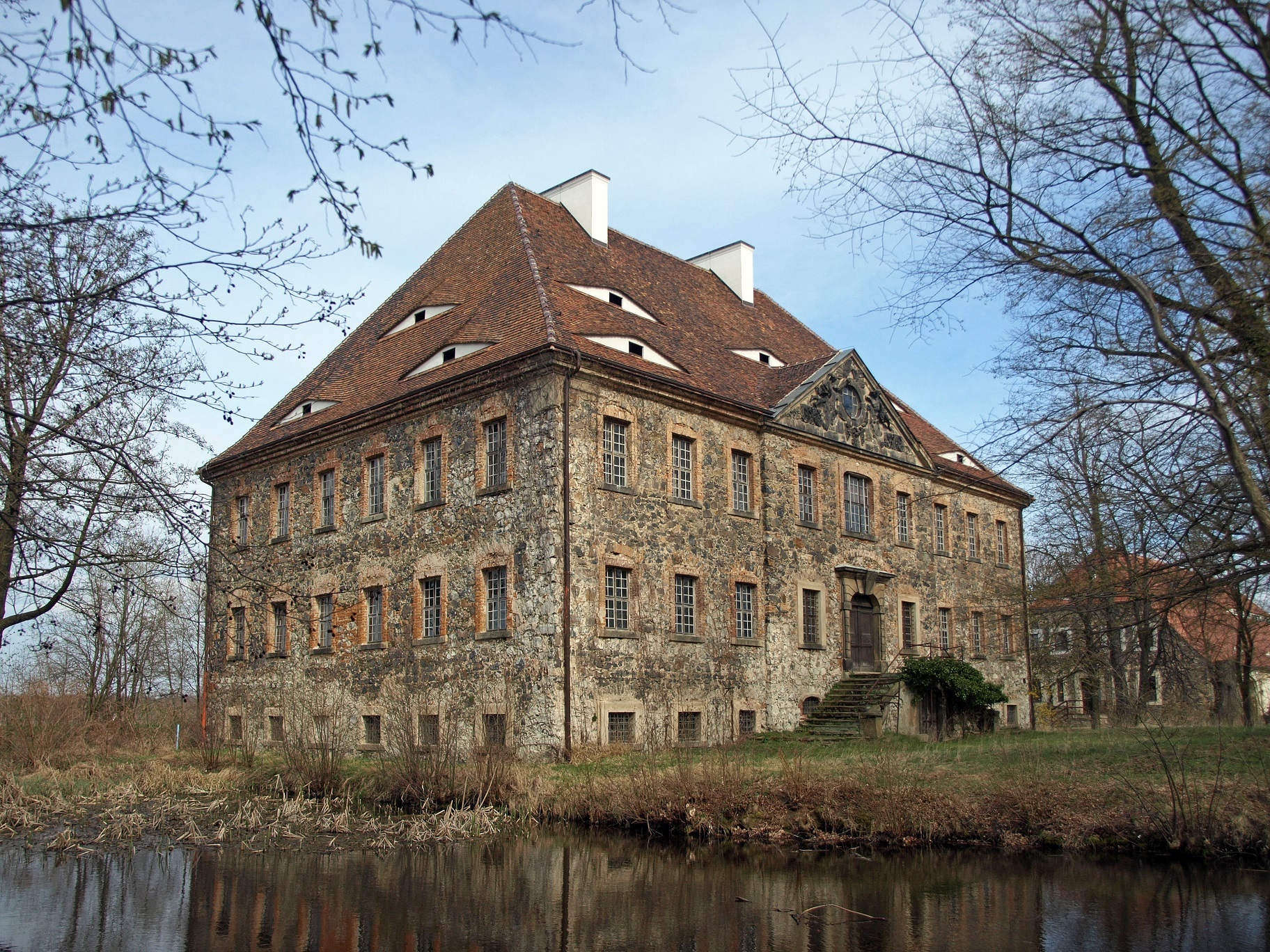
Das Gebäude von Westen

Das Wasserschloss Tauchritz ist ein Herrenhaus im Görlitzer Ortsteil Tauchritz. Es steht am nördlichen Ortsrand nahe dem Berzdorfer See.
Das einstige Rittergut wurde im Jahr 1306 erstmals urkundlich erwähnt. Es gehörte dem Herrn Nikol von Neuershove, Erbrichter in Görlitz. Das Schloss wurde auf Eichenpfählen ins sumpfige Gelände gebaut und teilweise von Wassergräben umgeben, um das Austrocknen der Pfähle zu verhindern. In den Jahren 1349 bis 1422 befand es sich im Besitz des Adelsgeschlechtes Bieberstein auf Friedland, vertreten durch einflussreichen Friedrich von Bieberstein. 1422 kauften es die von Gersdorf. Im Jahr 1611 erwarb Georg von Warnsdorf Schloss und Dominium Tauchritz für 25.000 Taler. Im Jahr 1683 zerstörte ein Brand das Schloss und elf weitere Gebäude. Das jetzige Barockschloss wurde von Maria Sidonia von Warnsdorf in den Jahren 1686/1687 auf den Grundmauern des alten Schlosses erbaut. Bis 1749 war es im Besitz deren von Warnsdorf und wurde dann an das weltadlige Fräulein-Stift Joachimstein verkauft, nach älteren Quellen bereist vor 1734 durch Joachim Sigismund von Ziegler und Klipphausen direkt. 1857 wurde in alten Matrikeln noch die Stifterfamilie als Besitzer auf Tauchritz genannt. Für 1863 ist die Datierung des Schlosses als Besitz mit einem dazugehörigen Gutsvorwerk, von dem Status eines konventionellen Rittergutes ist kein Nachweis vorhanden. Um 1870 gehörten zum Anwesen etwa 250 ha.
Nach 1945 wurde es enteignet und zum Volkseigentum. Es diente unter anderem als Schule. Seit dem Jahr 1987 steht es leer. Nach einem Verkauf soll das Gebäude eine Restaurierung erhalten.